# Bacanius lawrencei
Bacanius lawrencei är en skalbaggsart som beskrevs av Yves Gomy 1992. Bacanius lawrencei ingår i släktet Bacanius och familjen stumpbaggar. Inga underarter finns listade i Catalogue of Life.